# Pittosporum glabratum
Pittosporum glabratum là một loài thực vật có hoa trong họ Pittosporaceae. Loài này được Lindl. miêu tả khoa học đầu tiên năm 1846.